# ستيف ليتل (لاعب كرة قدم أمريكية)
ستيف ليتل (بالإنجليزية: Steve Little)‏ هو لاعب كرة قدم أمريكية أمريكي، ولد في 19 فبراير 1956 في سبرينغفيلد في الولايات المتحدة، وتوفي في 6 سبتمبر 1999 في ليتل روك في الولايات المتحدة.

## وصلات خارجية
- ستيف ليتل على موقع مرجع كرة القدم المحترفة.كوم (الإنجليزية)